# Լ
Լ, լ (liwn) – dwunasta litera alfabetu ormiańskiego. Jest wykorzystywana do oddania dźwięku [l], tj. spółgłoski bocznej dziąsłowej. Została stworzona przez Mesropa Masztoca, podobnie jak pozostałe litery alfabetu ormiańskiego (oprócz օ, ֆ i և).
Litera Լ jest transkrybowana w języku polskim jako L.
W ormiańskim systemie zapisywania liczb literze Լ jest przypisana liczba 30.

## Kodowanie
| Znak                   | Լ                            | Լ                            | լ                          | լ                          |
| ---------------------- | ---------------------------- | ---------------------------- | -------------------------- | -------------------------- |
| Nazwa w Unikodzie      | Armenian Capital Letter Liwn | Armenian Capital Letter Liwn | Armenian Small Letter Liwn | Armenian Small Letter Liwn |
| Kodowanie              | dziesiątkowo                 | szesnastkowo                 | dziesiątkowo               | szesnastkowo               |
| Unicode                | 1340                         | U+053C                       | 1388                       | U+056C                     |
| UTF-8                  | 212 188                      | d4 bc                        | 213 172                    | d5 ac                      |
| Odwołania znakowe SGML | &#1340;                      | &#x053C;                     | &#1388;                    | &#x056C;                   |